# 1 tháng 8
Ngày 1 tháng 8 là ngày thứ 213 (214 trong năm nhuận) trong lịch Gregory. Còn 152 ngày trong năm.

## Sự kiện
- 30 TCN – Octavian (sau này gọi là Augustus) tiến vào Alexandria, Ai Cập, giành lấy quyền cai trị vùng đất này cho Cộng Hòa La Mã.
- 527 – Justinian I trở thành hoàng đế Đế quốc Đông La Mã.
- 902 – Taormina, pháo đài vững chắc cuối cùng của Đông La Mã tại Sicilia, bị chiếm bởi quân Aghlabid.
- 1203 – Isaac II Angelus, trở lại làm hoàng đế Đông La Mã, tuyên bố cùng con trai Alexius IV Angelus nắm quyền sau Cuộc Thập tự chinh lần thứ tư.
- 1291 – Quốc gia Thụy Sĩ ra đời
- 1461 – Edward IV trở thành vua nước Anh.
- 1492 – Ferrando II của Aragón và Isabel I của Castilla trục xuất người Do Thái ra khỏi Tây Ban Nha.
- 1498 – Cristoforo Colombo trở thành người châu Âu đầu tiên đến nơi mà ngày nay là Venezuela.
- 1619 – Những người nô lệ da đen đầu tiên đến Châu Mỹ tại Jamestown, Virginia.
- 1664 – Quân đội Đế quốc Ottoman bị đánh bại trong Trận Saint Gotthard bởi quân Áo của Raimondo Montecuccoli, dẫn đến Hòa ước Vasvár.
- 1774 – Nguyên tố oxy được tìm ra lần thứ ba (và cũng là lần cuối cùng).
- 1798 – Chiến tranh Cách mạng Pháp: Trận sông Nin – Hạm đội Hải quân Hoàng gia Anh do Horatio Nelson chỉ huy bất ngờ đánh bại hạm đội Pháp của François–Paul Brueys D'Aigalliers.
- 1800 – Đạo luật Hợp nhất 1800 được thông qua với việc thống nhất Vương quốc Anh và Vương quốc Ireland thành Vương quốc Liên hiệp Anh và Ireland.
- 1831 – Cầu London mới được khánh thành.
- 1832 – Chiến tranh Black Hawk chấm dứt.
- 1876 – Colorado trở thành bang thứ 38 của Hoa Kỳ.
- 1894 – Chiến tranh Thanh–Nhật chính thức bùng nổ giữa Nhà Thanh và Đế quốc Nhật Bản vì những mâu thuẫn tại Triều Tiên.
- 1901 – Báo Nông cổ mín đàm ra số đầu tiên ở Nam Kỳ
- 1902 – Hoa Kỳ mua quyền làm chủ kênh đào Panama từ Pháp.
- 1914 – Chiến tranh thế giới thứ nhất: Đế quốc Đức tuyên chiến với đế quốc Nga.
- 1927 – Nổ ra Khởi nghĩa Nam Xương, được xem là cuộc chạm trán đầu tiên của Nội chiến Trung Quốc giữa Trung Quốc Quốc dân Đảng và Đảng Cộng sản Trung Quốc. Đây cũng là cuộc đấu tranh vũ trang đầu tiên của Đảng Cộng sản Trung Quốc lãnh đạo nên ngày này cũng được coi là ngày thành lập Quân giải phóng nhân dân Trung Quốc.
- 1930 – Ngày truyền thống ngành Tuyên giáo
- 1936 – Bắt đầu Thế vận hội Berlin 1936 kéo dài đến ngày 16 tháng 8.
- 1941 – Chiếc xe Jeep đầu tiên được sản xuất.
- 1944 – Anne Frank ghi những dòng nhật ký cuối cùng của mình.
- 1944 – Bắt đầu Khởi nghĩa Warszawa tại Warszawa, Ba Lan chống lại Đức Quốc xã.
- 1960 – Dahomey (sau đổi tên là Bénin) tuyên bố độc lập từ tay Pháp.
- 1960 – Islamabad trở thành thủ đô Pakistan.
- 1964 – Congo thuộc Bỉ đổi tên thành Cộng hòa Dân chủ Congo.
- 1966 – Charles Whitman bắn chết 15 người tại đại học Texas ở Austin trước khi bị cảnh sát giết chết.
- 1967 – Israel sáp nhập Đông Jerusalem.
- 1975 – Định ước Helsinki bàn về vấn đề an ninh và hợp tác châu Âu
- 1980 – Tai nạn đường sắt giết chết 18 người và làm 12 người bị thương tại Ireland.
- 1981 – Hệ thống truyền hình cáp âm nhạc MTV bắt đầu phát sóng, ca khúc đầu tiên là "Video Killed the Radio Star" của The Buggles.
- 1996 – Michael Johnson phá kỷ lục thế giới cự ly chạy 200m với thành tích 19 giây 32 tại Thế vận hội Mùa hè 1996 ở Atlanta, Georgia.
- 2001 – Bulgaria, Đảo Síp, Latvia, Malta, Slovenia và Slovakia gia nhập Cơ quan môi trường châu Âu.
- 2004 – Cháy lớn tại một siêu thị ở Asunción, Paraguay: hơn 300 người thiệt mạng và 500 người khác bị thương.[1]
- 2007 – Cầu sông Mississippi I-35W bắc qua sông Mississippi tại Minneapolis, Minnesota, đổ sập vào lúc 6:05 tối.[2]
- 2008 – Toàn bộ tỉnh Hà Tây, 4 xã thuộc huyện Lương Sơn (Hòa Bình), và huyện Mê Linh (tỉnh Vĩnh Phúc) được sáp nhập vào thủ đô Hà Nội.[3]

## Sinh
- 1920 – Kim Lân, nhà văn Việt Nam
- 1932 – Nguyễn Đức Khánh, Chuẩn tướng Quân lực Việt Nam Cộng hòa (m. 1996).
- 1937 – Nguyễn Phúc Phương Mai, công chúa con vua Bảo Đại và hoàng hậu Nam Phương (m. 2021).
- 1984 – Bastian Schweinsteiger, cầu thủ bóng đá Đức.
- 1988 – Nemanja Matić, cầu thủ bóng đá Serbia.
- 1989 – Tiffany (ca sĩ Hàn Quốc) của ban nhạc Girls' Generation.
- 1996 – Yeonwoo, ca sĩ của ban nhạc Momoland.
- 2000 – Kim Chae-won, cựu thành viên ban nhạc IZ*ONE.

## Mất
- 1995 – Dương Thiệu Tước, nhạc sĩ tiền chiến Việt Nam (s. 1915).
- 2009 – Corazon Aquino, tổng thống Philippines (s. 1933).[4][5][6]

## Những ngày lễ và kỷ niệm
- Ngày thành lập Quân Giải phóng Nhân dân Trung Quốc